# Томаси, Питер
Питер Томаси (англ. Peter Tomasi; род. 18 августа 1967) — американский писатель и редактор комиксов. Наиболее известен работами в DC Comics.

## Ранние годы
Питер увлёкся комиксами в юности, когда отец купил ему комиксы о Бэтмене. Этот персонаж был первым супергероем, который повлиял на Томаси. Он нарядился им на Хэллоуин. Питер отмечает, что на него воздействовали такие авторы комиксов, как Деннис О’Нил, Нил Адамс, Боб Хейни и Джим Апаро.

## Личная жизнь
У Томаcи есть сын. Он говорил, что ребёнок оказал влияние на то, как состоялась работа над персонажем Дэмианом Уэйном в серии Batman and Robin.

## Награды и признание
В 2018 году Томаси получил премию Inkpot Award за свои достижения в индустрии комиксов.
В 2019 году сайт Comic Book Resources назвал Томаси одним из лучших авторов комиксов о Супермене.